# Ги Лизињан
Ги Лизињан  (фр. Guy de Lusignan; Лизињан, око 1150 — Никозија, 18. јул 1194) био је француски витез који је женидбом постао краљ Јерусалима. Изгубио је битку код Хатина 1187. и изгубио је краљевину Јерусалим. Постао је владар Кипра, а после њега су Лизињани владали Кипром до 1474.

## Политички успон
Син је Ига VIII Лизињана из Поатуа, који је тада био део француског војводства Аквитаније, а којим је управљала краљица Елеанора из Енглеске, њен син Ричард Лавље Срце и њен супруг краљ Хенри II.
Ги и његова браћа су 1168. убили из заседе енглеског племића Патрика од Солсберија, који се враћао са ходочашћа. Ричард им је фактички одузео имање. Ги је кренуо у Јерусалим негде између 1174. и 1180. Његов брат Амалрик је оженио ћерку Балдуина од Ибелина и ушао у дворски круг. Амалрик је био под покровитељством краља Балдуина IV од Јерусалима и његове мајке, који су држали Јафу и Аскалон. Амалриков успех и успон омогућио је његову брату Гију да успе.
Ремон од Триполија и Боемунд III од Антиохије припремали су се да изврше препад на краљевину да би присилили краља да уда своју сестру Сибили за Амалрикова таста Балдуина од Ибелина. Ги Лизињан и Сибила су се на брзину венчали 1180. и спречили тај удар. Ги је тако постао гроф од Јафе и Аскалона. Он и Сибила су имали двоје деце. Сибила је већ имала дете са Вилијамом од Монферата.
Краљу Јерусалима Балдуину IV је здравље отказивало па је 1182. именовао Гија Лизињана регентом. Краљ је ипак још увек током двогодишњег примирхја провоцирао Саладина. Током 1183. и 1184. настојао је да поништи брак Гија и Сибиле, јер Ги није био довољно послушан и лојалан. Пошто у томе није успео, краљ је изменио редослед наслеђивања, па је Сибилиног сина из првог брака Балдуина V ставио као свог наследника, уместо Сибиле.

## Краљ пратилац Јерусалима
Краљ Балдуин IV од Јерусалима је умро од лепрозе 1185. Наследио га је Балдуин V, који је био болешљиво дете, па је умро за годину дана. Да би Сибила била изабрана морала је да задовољи интересе високог двора, тј. племства. Тражили су да се растави од Гија Лизињана. Она је пристала, али да има право да само бира новога изабраника. Тако је пао договор у коме је она изабрана за краљицу. Развела се од Гија, али на запрепаштење племића, поново се удала за Гија. Предала је и круну Гију, допуштајући му да се крунише.

## Хатин и пад Јерусалима
Главни проблем краљевине је било Саладиново напредовање и како га зауставити. Ги Лизињан је 1187. покушао да нападне Саладина током његове опсаде Тиберијаса. Саладин је опколио Гијеву војску и одсекао их од воде. Саладин је 4. јула 1187. потпуно уништио војску Јерусалима у бици код Хатина. Ги и његова браћа су били ретки, којима су Сарацени поштедели живот након заробљавања. 
Ги је био заточен у Дамаску, а Сибила је остала да брани Јерусалим, који је предан Саладину 2. октобра. Ги је пуштен 1188. Заједно са Сибилом је отишао у Тир, који је једини остао у хришћанском поседу након опсаде захваљујући Конраду од Монферата (млађем Срату сибилиног првог супруга).

## Ги и Конрад
Конрад није допустио Гију и Сибили улазак у Тир. Ги Лизињан је започео опсаду Акре очекујући Трећи крсташки поход. Са њим је ишла краљица, али је 1190. умрла од епидемије заједно са две ћерке. Када је Сибила умрла Ги је изгубио ауторитет, а круна је припала Сибилиној сестри Изабели. Изабелу су брзо венчали за Конрада од Монферата. Ипак Ги Лизињан је захтевао да њега и даље признавају краљем.
Напустио је Акру 1191. и отпутовао је у Лимасол, где је тражио подршку Ричарда Лављег Срца, чији је вазал био у Поату. У Лимасолу је присуствовао венчању Ричарда и Беренгарије од Наваре. Учествовао је у походу против кипарског властодршца Исака Комнина од Кипра. Ричард је због те подршке на Кипру узвратио Гију подршком у Акри против Конрада од Монферата. Али Конрад од Монферата је имао подршку француског краља Филипа II Августа и Леополда V од Аустрије.<ref name="Saladin">
Конфликт два претендента се наставио током опсаде Акре. По привременом споразуму Ги Лизињан остаје краљ током свога живота, а наслеђују га Изабела и Конрад од Монферата. Ипак у априлу 1192. Ричард Лавље Срце је закључио да то мора бити решено, па је ставио на гласање. Гласали су племићи и изабрали су Конрада Монфератског. Ги није прихватао пораз, а неколико дана касније Конрада су убили асасини. Изабела се удала за Ричардовог нећака, а 1197. за Гијевог брата Амалрика.

## Господар Кипра
У међувремену Ги је компензовао губитак краљевине куповином Кипра од темплара, који су претходно купили Кипар од Ричарда. Технички гледано Ги је био господар Кипра, које није било краљевина, али Ги је користио краљевску титулу као остатак од Јерусалимске краљевине. Ги је умро 1194, а наследио га је брат Амалрик, који је добио краљевску титулу од Хенрика VI, Светог римског цара. Наследници Лизињана су владали краљевином Кипар до 1474. Ги је сахрањен у темпларској цркви у Никозији.

## Породично стабло
|  |                     |  |  |  |  |  |  |  |  |  |  |  |  |  |  |  |
|  | 2. Иго VIII Лизињан |  |  |  |  |  |  |  |  |  |  |  |  |  |  |  |
|  |                     |  |  |  |  |  |  |  |  |  |  |  |  |  |  |  |
|  |                     |  |  |  |  |  |  |  |  |  |  |  |  |  |  |  |
|  | 1. Ги Лизињан       |  |  |  |  |  |  |  |  |  |  |  |  |  |  |  |
|  |                     |  |  |  |  |  |  |  |  |  |  |  |  |  |  |  |
|  |                     |  |  |  |  |  |  |  |  |  |  |  |  |  |  |  |
|  | 3.                  |  |  |  |  |  |  |  |  |  |  |  |  |  |  |  |
|  |                     |  |  |  |  |  |  |  |  |  |  |  |  |  |  |  |
|  |                     |  |  |  |  |  |  |  |  |  |  |  |  |  |  |  |